# Lindsay (Ontario)
Pour les articles homonymes, voir Lindsay.
Lindsay est une ville de la province de l'Ontario au Canada (16 930 habitants en 2001) sur le fleuve de Scugog dans la région du lacs Kawartha de l'Ontario méridional, Canada.
La ville de Lindsay est située à quarante-trois kilomètres à l'ouest de Peterborough, sur le fleuve de Scugog dans la banlieue noire d'Ops. C'est une ville du comté du comté de Victoria.
Lindsay fait partie du système de canal Trent-Severn qui relie le centre de l'Ontario au lac Ontario et au lac Huron.

## Naissance
- Tyler Kyte
- Andrew Vallée (auteur-compositeur-interprète)

## Démographie
| 2011   | 2016   |
| ------ | ------ |
| 20 291 | 20 713 |